# غاليرينا سولسيبس
غاليرينا سولسيبس (بالإنجليزية: Galerina sulciceps) هو فطر غابي قاتل ينتمي إلى فصيلة الستروفارية، وموطنه الأصلي هو جاوة في إندونيسيا وكذلك سريلانكا، لكنه سُجل لاحقًا في كل من الهند وألمانيا والولايات المتحدة. يُعد هذا الفطر أحد أكثر الأنواع سُمية ضمن فصيلة الغاليرينا، وقد أدى تناوله إلى عدة وفيات موثقة.

## السمّية
يُعتقد أن هذا الفطر يحتوي على نفس السموم القاتلة الموجودة في فطر أمانيتا فالوويدس والمعروفة باسم أمانيتين، وهي مجموعة من الببتيدات الحلقيّة التي تهاجم الكبد والكلى وتؤدي إلى فشل الأعضاء. ما يجعله خطيرًا هو أن أعراض التسمم لا تظهر إلا بعد مضي 6 إلى 12 ساعة من تناوله، ما يؤخر العلاج وغالبًا ما يُسبب الوفاة إذا لم يُتدخل طبيًا بسرعة.
وقد سُجلت حالات تسمم جماعية جراء تناول هذا الفطر، منها حادثة في جاوة توفي فيها 14 شخصًا بعد تناولهم إياه، إضافة إلى حالتي وفاة في سريلانكا.

## الشكل والتعرف
يشبه فطر غاليرينا سولسيبس في مظهره بعض الفطريات الغذائية مثل الشيتاكي أو الخيار البري، مما يؤدي أحيانًا إلى التباس قاتل بين الأنواع. يتميز بقبعة بنية متموجة ذات أخاديد، ويميل لونه إلى الأصفر الداكن أو البني عند الرطوبة، وله ساق رفيعة ذات حلقة غير بارزة.

## التوزيع
ينمو هذا الفطر بشكل أساسي على الأخشاب المتحللة في الغابات الاستوائية، وقد تم توثيقه خارج موطنه الأصلي، خاصة في البيئات الدفيئة أو ضمن محميات الفطريات في مناطق مختلفة من أوروبا وأمريكا الشمالية، ما يُشير إلى احتمالية انتشاره بسبب النقل البشري أو التربة المستوردة.

## الوقاية
ينبغي على جامعي الفطر في البرية أن يكونوا على دراية بالأنواع السامة، خاصة أن فطر غاليرينا سولسيبس يمكن أن يشبه أنواعًا غذائية شائعة. التعليم والتوعية ضروريان لتفادي حالات التسمم، وينصح بعدم تناول أي فطر بري إلا من قبل خبراء معتمدين.